# Donker brandnetelkapje
Het donker brandnetelkapje (Abrostola triplasia) is een nachtvlinder die behoort tot de familie Noctuidae (nachtuiltjes). De vlinder komt van nature voor in Eurazië. De wetenschappelijke naam van de soort werd gepubliceerd door Linnaeus in 1758 als Phalaena triplasia in de tiende editie van Systema naturae. 
De soortaanduiding triplasia verwijst naar de driedeling van de voorvleugel door de dwarslijnen.
De soort lijkt sterk op het brandnetelkapje.
De vlinder vliegt van begin mei tot half augustus. De spanwijdte van de vleugels is 32 tot 38 mm. De overwintering gebeurt als pop.

## Synoniemen
- Phalaena triplasia Linnaeus, 1758
- Noctua trigemina Werneburg, 1864

## Waardplanten
De waardplant voor de rups is de brandnetel. De vlinder is vaak te vinden op de spoorbloem en op de vlinderstruik.